# Польовий Михайло Васильович
Михайло Васильович Польовий (21 листопада 1976, с. Великі Дедеркали, нині Великодедеркальська громада, Кременецький район, Тернопільська область, Українська РСР, СРСР — до 22 квітня 2022, Донецька область, Україна) — український військовослужбовець, солдат Збройних Сил України, учасник російсько-української війни.

## Життєпис
Народився 21 листопада 1976 року в селі Великих Дедеркалах, нині Великодедеркальської громади Кременецького району на Тернопільщині.
6 березня 2022 року, з початком російського вторгнення в Україну був призваний за мобілізацією до Збройних Сил України. Загинув у боях на Донеччині у квітні 2022 року.
Похований 25 квітня 2022 року в рідному селі.
Залишилася дружина.

## Нагороди
- орден «За мужність» III ступеня (17 червня 2022, посмертно) — за особисту мужність і самовіддані дії, виявлені у захисті державного суверенітету та територіальної цілісності України, вірність військовій присязі[1].